# Neoempheria bifida
Neoempheria bifida är en tvåvingeart som beskrevs av Coher 1959. Neoempheria bifida ingår i släktet Neoempheria och familjen svampmyggor. Inga underarter finns listade i Catalogue of Life.